# Adir Sodré
Adir Sodré de Souza (Rondonópolis, 9 de outubro de 1962 – Cuiabá, 10 de agosto de 2020) foi um pintor e desenhista brasileiro.

## Biografia e carreira
Adir Sodré nasceu em 1962, em Rondonópolis. Passou sua infância no interior do estado de Mato Grosso e mudou-se para Cuiabá aos 15 anos de idade.
Em 1977, passou a frequentar o Atelier Livre da Fundação Cultural de Mato Grosso onde começou a ser orientado por Humberto Espíndola e Dalva Barros. Nos dois anos seguintes envolveu-se em exposições coletivas realizadas pelo Museu de Arte e Cultura Popular da Universidade Federal de Mato Grosso (MACP/UFMT).
A partir da década de 1980, Sodré passa a incluir em suas telas temáticas relacionadas aos povos indígenas, à cultura regional, à invasão ocasionada pelo turismo em certas regiões do Brasil e ao consumismo, como retratado no quadro Dolores Descartável (1984). Percebe-se em suas obras, a constante repetição de frutas, flores, borboletas em imagens que demonstram uma conotação sexual sedutora. Sodré participou de diversas exposições coletivas, dentre elas: Como Vai Você, Geração 80?, na Escola de Artes Visuais do Parque Lage, no Rio de Janeiro, em 1983, e Modernidade, Arte Brasileira no Século XX, no Museu de Arte Moderna de Paris, em 1987. Em 1986, a Associação Paulista de Críticos de Arte (APCA) concedeu-lhe o prêmio de artista revelação.
Sodré faleceu no dia 10 de Agosto de 2020 em Cuiabá, sua própria casa, após sofrer um infarto.